# Salticus unispina
Salticus unispina är en spindelart som först beskrevs av Pelegrín Franganillo Balboa 1910.  
Salticus unispina ingår i släktet Salticus och familjen hoppspindlar. Inga underarter finns listade i Catalogue of Life.